# 拉包谢拜什
拉包谢拜什（匈牙利語：Rábasebes）是匈牙利杰尔-莫雄-肖普朗州所辖的一个村。总面积5.39平方公里，总人口91，人口密度16.9人/平方公里（2011年1月1日）。